# Cát Bà (wyspa)
Cát Bà (wiet. đảo Cát Bà) – największa spośród 366 wysp archipelagu Cát Bà, położona w południowo-zachodniej części zatoki Hạ Long w północnym Wietnamie. Ma powierzchnię 285 km². Wyspa administracyjnie należy do najbardziej znanego przemysłowego miasta Wietnamu – Hajfongu.

## Środowisko
Większość terenu jest uformowana w pagórki o wysokości ok. 50–200 m n.p.m., a najwyższe wzniesienie ma ok. 331 m n.p.m. Jednocześnie część wyspy jest usytuowana poniżej poziomu morza. Połowa powierzchni wyspy to park narodowy, który jest domem dla krytycznie zagrożonego wyginięciem gatunku małp – lutunga jasnogłowego (Trachypithecus poliocephalus). Wyspa jest naturalnym ekosystemem dla 200 gatunków ryb, 400 gatunków pierścienic i 500 gatunków mięczaków. W Parku Narodowym występują takie gatunki ssaków jak: sarny, jeże, wiewiórki, delfiny i dziki. Wyspa Cát Bà znajduje się na trasie przelotowej wodnego ptactwa, a ptaki gnieżdżą się w lasach namorzynowych i wybrzeżu. Florę wyspy tworzy 620 gatunków roślin, a znaczącą ich część stanowią rośliny drzewiaste.

## Zaludnienie
Jest jedną z niewielu zaludnionych wysp w zatoce Hạ Long. 13 000 mieszkańców mieszka w 6 okręgach administracyjnych, a 4000 żyje na pływających wioskach rybackich przy wybrzeżu. Zdecydowana większość ludności zamieszkuje miasto Cát Bà, znajdujące się na południowym krańcu wyspy (15 km na południe od Parku Narodowego).